# Matthew Darbyshire
Matthew Darbyshire (1977, Cambridge, Anglaterra). Actualment (2011) viu a Rochester, Regne Unit. Darbyshire ha participat en exposicions col·lectives a Europa, Àsia i Amèrica i a exposicions individuals a la fàbrica de gas, la Hayward Project Space i el carrer Herald a Londres i en Nasu Taro a Tòquio. Va estudiar Belles Arts a la Slade School of Art i en la Royal Academy School of London.